# Amma (Indie)
Amma lub ammachi – południowoindyjskie słowo oznaczające matkę, stosowane również wobec guru i świętych hinduistycznych,
Przykłady zastosowań w imionach guru:
- Mata Amrytanandamaji z Amritapuri w Kerali
- Śiwaśakti Amma z Tiruvannamalai w Tamil Nadu[1][2]